# Prostitution au Cambodge
La prostitution au Cambodge est illégale, mais répandue. La loi cambodgienne de 2008 sur la répression de la traite des êtres humains et de l'exploitation sexuelle est controversée, avec des préoccupations internationales concernant les violations des droits de l'homme qui en résultent, telles que décrites dans le rapport 2010 de l'ONG Human Rights Watch,.
La loi complète sur la répression de la traite des êtres humains et de l'exploitation sexuelle est promulguée en 2008. Elle punit le trafic d'êtres humains, la gestion de prostituées et le maintien d'un bordel, ainsi que le racolage en public et la diffusion de pornographie. Le simple fait d'échanger du sexe contre de l'argent n'est pas interdit.
Le Women's Network for Unity est une organisation cambodgienne de travailleuses du sexe créée en 2000. Elle milite pour les droits légaux et de l'homme, et de meilleures conditions de travail pour les travailleuses du sexe, et vise à amender la loi de 2008.
En 2016, l'ONUSIDA estime qu'il y a 34 000 prostituées dans le pays, beaucoup viennent du Viêt Nam,,.

## Historique
Les échanges sexuels existent au Cambodge depuis des siècles, mais les événements du 20e siècle créent une situation très instable. Pendant les années khmères rouges (1975-1979), la prostitution est complètement interdite et passible de la peine de mort, entraînant sa quasi-élimination dans un système social hautement totalitaire. Sous le nouvel État du Cambodge (1979-1993), le commerce du sexe commence à réapparaître.
Après le démantèlement de l'État cambodgien, environ 20 000 hommes et membres du personnel civil de l'Autorité provisoire des Nations unies au Cambodge (APRONUC) arrivent au Cambodge avec de nombreuses ONG et des intérêts commerciaux de l'étranger, créant un nouveau marché pour les services sexuels dans un pays très pauvre. L'APRONUC ne fait pas grand-chose pour endiguer la croissance de la prostitution dans le pays. Norodom Sihanouk a beaucoup de réserves sur l'ensemble de l'opération APRONUC, car la présence massive de troupes étrangères de l'ONU conduit à ses yeux à la maltraitance et au déshonneur des femmes cambodgiennes.
Après le retrait de l'APRONUC en août 1993, la demande se réduit ce qui donne lieu à une baisse du nombre d'établissements de commerce du sexe et de professionnelles du sexe. À la mi-1994, les chiffres recommencent à augmenter dans une période d'instabilité politique. Au milieu des années 1990, la police harcèle les travailleuses du sexe, mais possède également de nombreux bordels, qui sont partagés entre vietnamiens ou khmers. Les travailleuses entre 15 et 18 ans ne sont pas rares, mais certains établissements, comme ceux de Toul Kork (en) et de Svay Pak (en), se spécialisent dans la fourniture de jeunes personnes,.
Les ONG s'alarment de la croissance de la prostitution enfantine ainsi que du nombre de femmes et d'enfants enlevés et vendus à des fins de prostitution. En 1995, il apparaît que des femmes de certains pays voisins entrent au Cambodge. Des inquiétudes internationales sont soulevées et des opérations sont menées, dont une par l'International Justice Mission, en 2004. Cela a pour effet de déplacer les prostituées,.
Le nombre de prostituées au Cambodge passe d'environ 6 000 au moment des accords de paix de Paris en 1991, à plus de 20 000 après l'arrivée du personnel de l'APRONUC en 1992, et tombe entre 4 000 et 10 000 après son retrait,,.

## Tourisme sexuel impliquant des enfants
Le Cambodge a un tourisme sexuel impliquant des enfants,,,. Certains enfants sont vendus par leurs propres parents[pourquoi ?], d'autres sont attirés par ce qu'ils pensent être des offres d'emploi légitimes comme celles de serveuse. On rapporte que des proxénètes emprisonnent de jeunes enfants vierges, ne les mettant pas au travail tant qu'ils n'ont pas été présentés à une série de soumissionnaires tels que des officiers militaires de haut rang, des politiciens, des hommes d'affaires ou des touristes étrangers. Les jeunes filles travaillant dans des maisons closes sont des esclaves sexuelles. Elles ne reçoivent pas d'argent, seulement de la nourriture, et des gardes armés sont sur place pour les empêcher de s'enfuir.
Les enfants sont souvent détenus en captivité, battus et affamés pour les forcer à se prostituer. L'Agence américaine d'application de la loi sur l'immigration et les douanes extrade des touristes sexuels américains pour qu'ils soient poursuivis. Les enfants prostitués vietnamiens représentent un tiers des enfants prostitués au Cambodge, et les maisons closes cambodgiennes emploient des filles et des femmes vietnamiennes.

## Prostituées étrangères au Cambodge
Des estimations non officielles en 2005 suggèrent qu'il y a jusqu'à 15 000 prostituées à Phnom Penh, et que jusqu'à 35 % d'entre elles sont amenées illégalement au Cambodge depuis la Chine ou le Viet Nam, principalement depuis les provinces du sud-ouest du Vietnam (Long An, An Giang, Song Be , Kien Giang, Dong Thap, Can Tho et Ho Chi Minh-Ville).

## Violences contre les prostituées
La violence contre les prostituées, en particulier le viol collectif, appelé bauk en cambodgien, est commune. Les auteurs sont des clients et des policiers. Selon certaines sources, de telles agressions ne sont pas condamnées par la société en raison de la stigmatisation des prostituées, une enquête sur les opinions sur le bauk montre que seulement 13% des hommes et 13% des femmes interrogés considèrent que le sexe forcé par un groupe d'hommes sur une prostituée est un viol. La réponse la plus courante, pour 33,4% des hommes et 40,7% des femmes, est que le bauk est dangereux en raison de la transmission potentielle de maladies sexuellement transmissible, 12,5 % des hommes et 8,1 % des femmes déclarent que le viol collectif contre les prostituées ne fait de mal à personne parce que les femmes sont des prostituées et voient beaucoup d'hommes de toute façon, tandis que 12,7% des hommes et 16,7% des femmes déclarent qu'il vaut mieux que cela arrive aux prostituées qu'aux autres femmes.
Malgré la stigmatisation sociale infligée aux prostituées, payer pour des relations sexuelles est très courant chez les hommes au Cambodge. Alors que la culture khmère exige la virginité féminine, elle lie la masculinité à l'activité sexuelle et, par conséquent, les prostituées sont l'objet de la plupart des relations sexuelles pour les jeunes hommes. La violence sexuelle contre les prostituées est également décrite dans un rapport d'Amnesty International de 2010, intitulé Briser le silence – La violence sexuelle au Cambodge.

## Maladies sexuelles
Le Cambodge a une prévalence élevée de VIH et de SIDA, il est l'un des pays les plus touchés d'Asie. En 1995, entre 50 000 et 90 000 cambodgiens sont touchés par le SIDA selon une estimation de l'OMS. La transmission se fait principalement par contact hétérosexuel. Les facteurs qui y contribuent incluent la pauvreté, la présence d'autres IST qui facilitent la transmission du VIH et une main-d'œuvre très mobile[réf. nécessaire]. Cette tendance est également observée dans la population des travailleuses du sexe. Une amélioration est constatée au cours de la dernière décennie avec la promotion du préservatif. Depuis 2001, il existe un "programme de préservatifs 100 %", qui fait la promotion des rapports sexuels protégés.

## Opposition au commerce du sexe
Le département d'État américain condamne fréquemment le Cambodge pour son commerce du sexe et dégrade la catégorisation du pays en 2004,,,.
Somaly Mam raconte un certain nombre d'histoires anti-traite pour attirer des dons d'aide étrangère,. Elle dirige la fondation AFESIP, qui aide la police à effectuer des descentes dans les hôtels et à kidnapper leurs employés,,.
Certains commentateurs internationaux notent que l'industrie du vêtement au Cambodge est abusive, et les efforts pour retirer les travailleuses du sexe des maisons closes et leur donner des emplois dans la confection de vêtements peuvent se retourner contre eux si certaines retournent dans les maisons closes,.

## Trafic sexuel
Le Cambodge est un pays d'origine, de transit et de destination pour les femmes et les enfants victimes de trafic sexuel. Les adultes et les enfants cambodgiens migrent vers d'autres pays de la région et de plus en plus vers le Moyen-Orient pour y travailler, beaucoup sont soumis au trafic sexuel. Les migrants qui utilisent les canaux de migration irréguliers, principalement avec l'aide de courtiers non agréés, sont exposés à un risque accru de traite, mais ceux qui utilisent des agents de recrutement agréés deviennent également des victimes de la traite à des fins sexuelles. Un nombre important de femmes des zones rurales sont recrutées sous de faux motifs pour se rendre en Chine afin de les marier avec des hommes chinois. Elles contractent souvent jusqu'à 20 000 $ de dettes envers les courtiers facilitant la transaction, certaines de ces femmes sont alors soumises à la prostitution forcée du fait de cette dette.
Les 25 provinces du Cambodge sont toutes des sources de traite des êtres humains. Le trafic sexuel est en grande partie clandestin. Les femmes et les filles cambodgiennes et vietnamiennes se déplacent des zones rurales vers les villes et les destinations touristiques, où elles sont soumises au trafic sexuel dans les maisons closes et, plus fréquemment, dans des établissements sexuels "indirects" comme les brasseries, les salons de massage, les salons, les bars karaoké, les espaces de vente au détail et les sites non commerciaux. Les hommes cambodgiens constituent la plus grande source de demande d'enfants exploités dans la prostitution, cependant, des hommes d'ailleurs en Asie et en Europe, des États-Unis, d'Australie et d'Afrique du Sud se rendent au Cambodge pour se livrer au tourisme sexuel impliquant des enfants.
Des femmes et des enfants vietnamiens, dont beaucoup sont victimes de servitude pour dettes, se rendent au Cambodge et sont soumis au trafic sexuel. Des ONG signalent que des gangs criminels transportent des victimes vietnamiennes à travers le Cambodge avant qu'elles ne soient exploitées en Thaïlande et en Malaisie. Les trafiquants au Cambodge sont le plus souvent des membres de la famille ou de la communauté, ou de petits réseaux de courtiers indépendants. La corruption endémique aide et encourage les crimes de trafic. Certains policiers auraient sollicité des relations sexuelles commerciales avec des enfants. Les fonctionnaires corrompus facilitent le trafic transfrontalier, contrecarrent les progrès des enquêtes et des poursuites et, dans certains cas, profitent directement des établissements soupçonnés de trafic.
Le Bureau de surveillance et de lutte contre la traite des personnes du département d'État des États-Unis classe le Cambodge parmi les pays de "niveau 2".